# Constantí Harmenopul
Constantí Harmenopul (en llatí Constantinus Harmenopulus) fou un funcionari i jurista romà d'Orient, que tenia el càrrec de nomofílac i era jutge a Tessalònica.
Va escriure sobre el Πρόχειρον (Proquíron), un promptuari legal suposadament escrit l'any 1143 o pocs anys després, en temps de Manuel I Comnè (1143-1180). També va escriure un tractat sobre heretgies entre elles la dels bogomils als que descriu com una secta iniciada abans del seu temps (οὺ πρὸ πολλοῦ συνέστη τῆρ καθ᾽ ἡμᾶρ γξνξᾶρ) i realment aquesta heretgia es va originar en temps d'Aleix I Comnè (1081-1118), però sens dubte Constantí Harmenopul va viure en un temps posterior. Filoteu que fou patriarca de Constantinoble el 1362 es dirigeix a Harmenopul en una carta com un contemporani. Diverses opinions el situen en realitat a la meitat del segle xiv i pel que es coneix de la seva biografia hauria viscut al segle xiv.

## Biografia
Segons Nicolau Comnè Papadopoli, un autor que de vegades és poc creïble, va néixer a Constantinoble el 1320, uns seixanta anys després que la capital hagués estat recuperada per l'Imperi Romà d'Orient a l'Imperi Llatí. El seu pare era curopalata i la seva mare (de nom Muzalona) era cosina de l'emperador Joan VI Cantacuzè (1347-1354). Va estudiar amb el monjo Filastri (Philatrius) i als 16 anys es va iniciar en literatura llatina amb Aspasi, un monjo de Calàbria al que el seu pare va enviar a buscar expressament, amb el que va conèixer les obres de Lleó després arquebisbe de Mitilene (potser Lleó Magentí, comentador d'Aristòtil).
Als 20 anys es va iniciar en la jurisprudència sota el mestre Simó Ataliota, suposat besnet de Miquel Ataliota, autor d'un compendi sobre legislació. D'una intel·ligència privilegiada, es va introduir en el coneixement de les lleis i aviat va dominar aquesta camp. Als 28 anys va obtenir suposadament el títol d'antecessor, donat pels emperadors als que havien estudiat i practicat lleis amb èxit.
Als 30 anys fou nomenat jutge de la cort superior (judex dromi) i aviat va ser convidat a ser membre del consell de l'emperador Joan VI Cantacuzè, consell en què va ocupar la plaça d'honor tot i la seva joventut. Va exercir les seves funcions amb gran equanimitat i coneixement, i el 1354 destronat l'emperador, va romandre en el càrrec sota Joan V Paleòleg (1341-1391). Al morir el seu pare el va succeir com a curopalata i va rebre també el títol de sebast i aviat fou nomenat prefecte de Tessalònica i nomofílac. Carregat d'honors i riqueses (la seva dona Briènnia fou una dama de gran fortuna) es va dedicar a l'estudi de la interpretació de la llei.
Cap als 40 anys va dirigir la seva atenció sobre les complexitats del dret canònic i en aquest apartat va adquirir una gran reputació i va esdevenir el més famós canonista fins llavors. Va morir a Constantinoble vers el 1380 i segons alguns relats la data exacta fou l'1 de març de 1383.

## Obres
A Constantí Harmenopul, Fabricius li atribueix una traducció al grec de les donacions de Constantí el Gran al Papa Silvestre I.
Les seves obres principals són:
- 1. Πρόχειρον Νόμων, seu Promptuarium Juris Civilis, seu Manuale Legum, dictum Hexabitbοs, basat en el vell Prochiron de Basileu Constantí i Lleó, obra de la que en volia corregir els oblits i les deficiències. Per aquesta obra utilitza altres fonts, com ara Eustaci, la Basilica i les Novellae.
- 2. Epitome Divinorum et Sacrorum Canonum, compilació basada en la segona part del Νομοκανών (Nomocanon) de Foci modificada per Joan Zonaràs. Es divideix en sis seccions: la primera parla dels bisbes, la segona dels sacerdots, diaques i sotsdiaques, la tercera dels clergues, la quarta dels monjos i els monestirs, la cinquena dels laics, on inclou les penes pels diversos delictes, la sisena de les dones.
- 3. Περὶ αἱρέσεων, (seu De Opinionibus Haereticorum qui singulis Temporibus exertiterunt).
- 4. Νόμος Γεωργικός, Nomos Georgikos, sive leges agrariae.
- 5. Tomus contra Gregorium Palamam.[1]